# ヴェルデーリオ・インフェリオーレ
ヴェルデーリオ・インフェリオーレ（イタリア語: Verderio Inferiore）は、イタリア共和国ロンバルディア州レッコ県にあった基礎自治体（コムーネ）。
2014年2月4日にヴェルデーリオ・スペリオーレと合併し、ヴェルデーリオが発足した。

## 地理

### 位置・広がり
レッコ県南部に位置していたコムーネ。

#### 隣接コムーネ
隣接していたコムーネは以下の通り。括弧内のMBはモンツァ・エ・ブリアンツァ県 所属を示す。
- アイクルツィオ (MB)
- ベルナレッジョ (MB)
- コルナーテ・ダッダ (MB)
- ロッビアーテ
- ロンコ・ブリアンティーノ (MB)
- スルビアーテ (MB)
- ヴェルデーリオ・スペリオーレ